# 2025년 세계 랠리 선수권 대회
2025년 FIA 세계 랠리 선수권 대회(2025 FIA World Rally Championship)는 세계 랠리 선수권 대회의 53번째 대회로, 국제 자동차 연맹(FIA)과 WRC 프로모터 GmbH가 주최하는 국제 랠리 시리즈이다. 팀과 크루는 드라이버, 코드라이버, 제조사 세계 랠리 선수권 대회를 위해 경쟁한다. 크루는 그룹 랠리1부터 랠리5 규정을 준수하는 차량으로 경쟁할 수 있지만, 랠리1 차량으로 경쟁하는 제조사만이 제조사 챔피언십에서 점수를 획득할 수 있다. 챔피언십은 2025년 1월 몬테카를로 랠리로 시작하여 2025년 11월에 달력에 새로 추가된 사우디아라비아 랠리로 마무리될 예정이다. 이 시리즈는 챔피언십의 모든 라운드에서 WRC2와 WRC3 카테고리, 그리고 일부 대회에서 주니어 WRC의 지원을 받는다.
티에리 누빌과 마르틴 비다그는 2024년 랠리 재팬에서 첫 챔피언십 타이틀을 확보하며 현 드라이버 및 코드라이버 챔피언으로 등극했다. 토요타는 현 제조사 챔피언이다.
8라운드 후, 오트 태나크와 마르틴 예르베오야는 각각 엘핀 에반스와 스콧 마틴을 1점 차이로 드라이버 및 코드라이버 챔피언십에서 선두를 달리고 있다. 세바스티앵 오지에와 뱅상 랑데는 20점 뒤진 3위이다. 제조사 챔피언십에서는 현 제조사 챔피언인 토요타 가주 레이싱 WRT가 현대 셸 모비스 WRT를 52점 차이로 앞서고 있으며, M-스포트 포드 WRT는 3위이다.

## 캘린더
2025년 시즌은 유럽, 아프리카, 남아메리카, 아시아를 가로지르는 14개의 라운드로 치러질 예정이다.
| 라운드 | 시작일    | 종료일    | 랠리                     | 랠리 본부                              | 노면 | 스테이지  | 거리      | Ref.   |
| ------ | --------- | --------- | ------------------------ | -------------------------------------- | ---- | --------- | --------- | ------ |
| 1      | 1월 23일  | 1월 26일  | 몬테카를로 자동차 랠리   | 가프, 프로방스-알프-코트다쥐르, 프랑스 | 혼합 | 18        | 343.80 km | [ 1 ]  |
| 2      | 2월 13일  | 2월 16일  | 랠리 스웨덴              | 우메오, 베스테르보텐 주, 스웨덴        | 눈   | 18        | 300.22 km | [ 2 ]  |
| 3      | 3월 20일  | 3월 23일  | 사파리 랠리 케냐         | 나이로비, 나쿠루 주, 케냐              | 자갈 | 21        | 383.10 km | [ 3 ]  |
| 4      | 4월 24일  | 4월 27일  | 랠리 이슬라스 카나리아스 | 라스팔마스, 그란 카나리아, 스페인      | 타막 | 18        | 301.30 km | [ 4 ]  |
| 5      | 5월 15일  | 5월 18일  | 랠리 드 포르투갈         | 마토지뉴스, 포르투, 포르투갈           | 자갈 | 24        | 344.50 km | [ 5 ]  |
| 6      | 6월 5일   | 6월 8일   | 랠리 이탈리아 사르데냐   | 올비아, 사르데냐, 이탈리아             | 자갈 | 16        | 320.24 km | [ 6 ]  |
| 7      | 6월 26일  | 6월 29일  | 아크로폴리스 랠리 그리스 | 라미아, 중앙 그리스, 그리스            | 자갈 | 17        | 345.76 km | [ 7 ]  |
| 8      | 7월 17일  | 7월 20일  | 랠리 에스토니아          | 타르투, 타르투 주, 에스토니아          | 자갈 | 20        | 308.35 km | [ 8 ]  |
| 9      | 7월 31일  | 8월 3일   | 랠리 핀란드              | 이위배스퀼래, 중앙 핀란드, 핀란드      | 자갈 | 20        | 307.22 km | [ 9 ]  |
| 10     | 8월 28일  | 8월 31일  | 랠리 델 파라과이         | 엥카르나시온, 이타푸아, 파라과이       | 자갈 | 19        | 334.52 km | [ 10 ] |
| 11     | 9월 11일  | 9월 14일  | 랠리 칠레                | 콘셉시온, 비오비오, 칠레               | 자갈 | 16        | 306.76 km | [ 11 ] |
| 12     | 10월 16일 | 10월 19일 | 중앙 유럽 랠리           | 바트 그리이스바흐, 바이에른, 독일      | 타막 | 추후 공개 | 추후 공개 |        |
| 13     | 11월 6일  | 11월 9일  | 랠리 재팬                | 도요타시, 아이치, 일본                 | 타막 | 추후 공개 | 추후 공개 |        |
| 14     | 11월 27일 | 11월 30일 | 랠리 사우디아라비아      | 지다, 메카 주, 사우디아라비아          | 자갈 | 추후 공개 | 추후 공개 |        |
| 출처:  |           |           |                          |                                        |      |           |           |        |

### 캘린더 변경
캘린더는 5개의 해외 이벤트를 포함하여 14라운드로 확대되었다. 이는 원래 2024 시즌을 위해 계획되었으나, WRC 프로모터 GmbH는 더 많은 랠리1 엔트리를 유치하기 위해 총 13개의 이벤트를 유지했다.

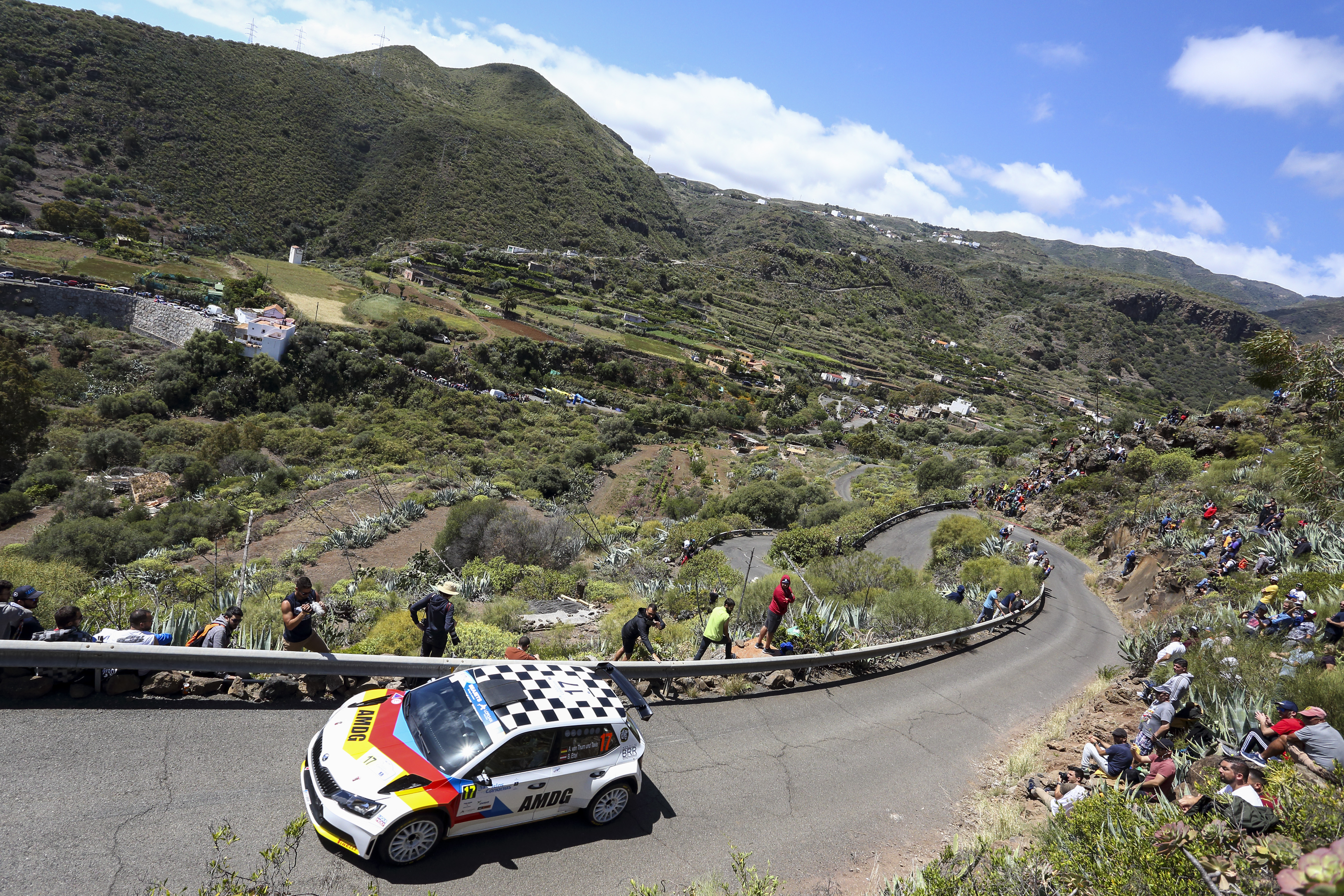
랠리 이슬라스 카나리아스가 WRC 캘린더에 합류할 예정이다.

- 랠리 에스토니아는 2024년 시즌에 불참한 후 챔피언십에 복귀할 예정이다.[17] 이 행사는 캘린더에서 랠리 라트비아를 대체할 예정이다.[18]
- 랠리 이슬라스 카나리아스는 2년 계약으로 유럽 랠리 선수권 대회에서 승격되어 세계 챔피언십 이벤트가 될 예정이다.[19] 이 행사는 타막 도로에서 진행될 예정이다.[20]
- 랠리 사우디아라비아는 2025년에 챔피언십에 합류할 예정이며, 주최측은 WRC 프로모터 GmbH와 10년 계약을 체결했다.[21] 이 랠리는 지다에 기반을 두고 시즌 마지막 경기로 진행될 예정이다.[22]
- 랠리 델 파라과이는 다년 계약을 체결한 후 2025년부터 WRC 이벤트가 될 예정이며, 이에 따라 파라과이는 WRC 챔피언십 라운드를 개최하는 38번째 국가가 된다.[23]
- 크로아티아 랠리는 2021 챔피언십에 합류한 이후 처음으로 캘린더에 포함되지 않는다.[24] 그러나 이 행사는 2026에 복귀할 예정이다.[25]
- 랠리 폴란드도 2024 챔피언십에 1년 동안 복귀한 후 캘린더에서 제외될 예정이다.[26]

## 엔트리
다음 제조사들은 랠리1 규정에 따라 챔피언십에 참가할 예정이다.
| 제조사 | 참가자                  | 차량                   | 번호 | 드라이버 이름     | 코드라이버 이름   | 라운드    |
| ------ | ----------------------- | ---------------------- | ---- | ----------------- | ----------------- | --------- |
| 포드   | M-스포트 포드 WRT       | 포드 푸마 랠리1        | 13   | 그레그와르 문스터 | 루이스 루카       | 1–9       |
| 포드   | M-스포트 포드 WRT       | 포드 푸마 랠리1        | 55   | 조쉬 매컬린       | 오인 트레이시     | 1–9       |
| 현대   | 현대 셸 모비스 WRT      | 현대 i20 N 랠리1       | 1    | 티에리 누빌       | 마르틴 비다그     | 1–9       |
| 현대   | 현대 셸 모비스 WRT      | 현대 i20 N 랠리1       | 8    | 오트 태나크       | 마르틴 예르베오야 | 1–9       |
| 현대   | 현대 셸 모비스 WRT      | 현대 i20 N 랠리1       | 16   | 아드리앵 푸르모   | 알렉상드르 코리아 | 1–9       |
| 토요타 | 토요타 가주 레이싱 WRT  | 토요타 GR 야리스 랠리1 | 17   | 세바스티앵 오지에 | 뱅상 랑데         | 1, 4–7, 9 |
| 토요타 | 토요타 가주 레이싱 WRT  | 토요타 GR 야리스 랠리1 | 18   | 카츠타 타카모토   | 아론 존스턴       | 2–3, 8    |
| 토요타 | 토요타 가주 레이싱 WRT  | 토요타 GR 야리스 랠리1 | 33   | 엘핀 에반스       | 스콧 마틴         | 1–9       |
| 토요타 | 토요타 가주 레이싱 WRT  | 토요타 GR 야리스 랠리1 | 69   | 칼레 로반페래     | 요네 할투넨       | 1–9       |
| 토요타 | 토요타 가주 레이싱 WRT2 | 토요타 GR 야리스 랠리1 | 5    | 사미 파자리       | 마르코 살미넨     | 1–9       |
| 출처:  |                         |                        |      |                   |                   |           |

다음 크루는 개인 자격으로 또는 제조사와의 계약에 따라 랠리1 차량으로 참가했다.
| 제조사 | 참가자                 | 차량                   | 번호 | 드라이버 이름       | 코드라이버 이름   | 라운드    |
| ------ | ---------------------- | ---------------------- | ---- | ------------------- | ----------------- | --------- |
| 포드   | M-스포트 포드 WRT      | 포드 푸마 랠리1        | 2    | 디오고 살비         | 악셀 코로나도     | 5         |
| 포드   | M-스포트 포드 WRT      | 포드 푸마 랠리1        | 9    | 조르단 세르데리디스 | 프레데릭 미클로테 | 2–3, 6–7  |
| 포드   | M-스포트 포드 WRT      | 포드 푸마 랠리1        | 22   | 마틴스 세스크스     | 레나르스 프랜시스 | 2, 5–9    |
| 토요타 | 토요타 가주 레이싱 WRT | 토요타 GR 야리스 랠리1 | 18   | 카츠타 타카모토     | 아론 존스턴       | 1, 4–7, 9 |
| 토요타 | 토요타 가주 레이싱 WRT | 토요타 GR 야리스 랠리1 | 37   | 로렌조 베르텔리     | 시모네 스카톨린   | 2         |
| 토요타 | 토요타 가주 레이싱 WRT | 토요타 GR 야리스 랠리1 | 99   | 올리버 솔베르그     | 엘리엇 에드먼슨   | 8         |
| 출처:  |                        |                        |      |                     |                   |           |

### 자세히
M-스포트는 그레그와르 문스터와 루이스 루카 크루를 다음 시즌에도 유지했다. 그들은 팀의 두 번째 풀타임 크루로 조쉬 매컬린과 오인 트레이시와 합류할 예정이다. 이 계약은 모터스포츠 아일랜드 랠리 아카데미와의 협력을 통해 이루어졌다. 마틴스 세스크스와 레나르스 프랜시스 크루는 랠리 스웨덴부터 파트타임으로 팀에서 경쟁할 예정이다.
현대 팀의 책임자 시릴 아비테불은 오트 태나크와 마르틴 예르베오야가 2025년에도 팀에서 계속 운전할 것이라고 확인했다. 티에리 누빌과 마르틴 비다그는 팀과 1년 계약을 연장했다. 2024에서 우승한 누빌은 번호 1번으로 경쟁할 예정이다. 아드리앵 푸르모와 알렉상드르 코리아는 M-스포트에서 세 번째 차량으로 풀 시즌을 운전하기 위해 이적했다.

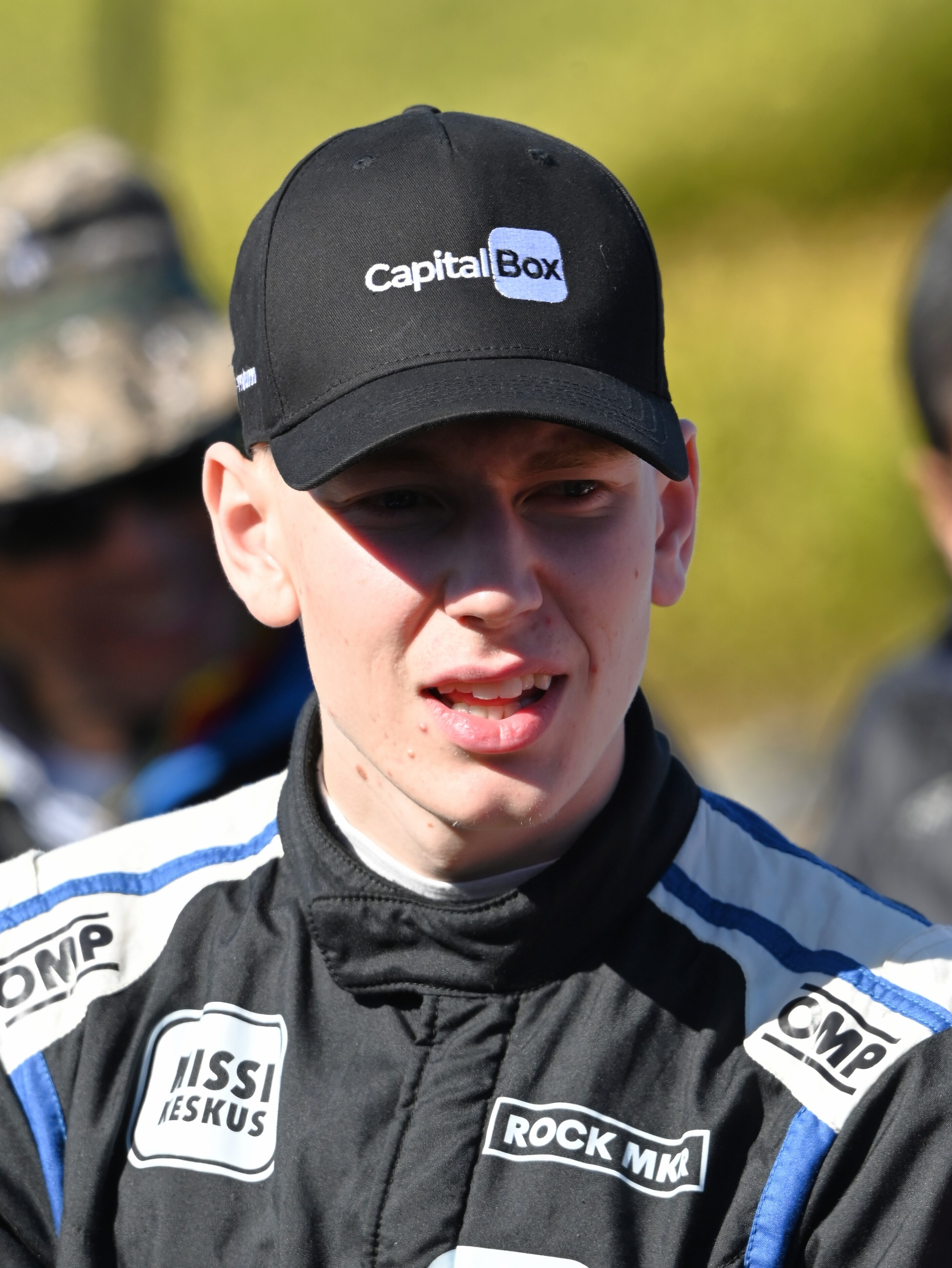
사미 파자리는 토요타 가주 레이싱 WRT에 의해 풀 시즌 경쟁을 위해 최고 등급으로 승격되었다.

토요타는 칼레 로반페래와 요네 할투넨 크루를 유지했으며, 그들은 2024에 부분적으로 참가한 후 풀타임으로 복귀할 예정이다. 그들은 엘핀 에반스와 스콧 마틴 크루, 그리고 카츠타 타카모토와 아론 존스턴 크루와 함께 팀의 풀타임 경쟁자로 합류할 예정이다. 새로 WRC2 챔피언이 된 사미 파자리는 2024에 팀과 함께 일부 경주에 출전했으며, 팀과 함께 풀타임 프로그램에 계약했다. 그러나 그는 지난 시즌 말 엔니 말코넨의 이탈에 따라 새로운 코드라이버 마르코 살미넨과 합류할 것이다. 세바스티앵 오지에와 뱅상 랑데는 팀과 함께 부분적으로 시즌을 계속 진행할 것이다.

## 규정 변경

### 기술 규정
대한민국 타이어 제조사 한국은 챔피언십의 공식 타이어 공급업체가 되어 모든 사륜구동 차량 참가자에게 타이어를 제공할 것이다. 이 회사는 2021년부터 2024년까지 챔피언십에 타이어를 공급했던 피렐리를 대체한다. 계약 조건에 따라 한국은 2027 챔피언십 종료 시점까지 타이어를 공급할 것이다.
랠리1 차량은 2022에 도입된 하이브리드 시스템을 더 이상 사용하지 않으며, 이에 따라 차량의 최소 중량과 공기 흡입구 너비가 변경에 대한 보상으로 감소되어 차량이 하이브리드 시스템을 사용했을 때와 동일한 출력 대 중량비를 유지하도록 할 것이다. 이 결정은 팀들이 하이브리드 시스템 수리 비용 증가에 대한 우려를 표명했을 때 내려졌다.

### 스포츠 규정
2024년 포인트 시스템에 대한 광범위한 비판에 따라 포인트 분배 시스템은 두 시즌 연속으로 개정될 것이다. 포인트는 랠리 종료 시 일반 상위 10위 분류를 기준으로 25–17–15–12–10–8–6–4–2–1의 척도로 부여되며, 일요일에 가장 빠른 5개 크루와 파워 스테이지에서 가장 빠른 5개 크루에게 추가 포인트가 부여된다. 토요일 포인트는 폐지될 것이다.

## 시즌 보고서

### 초기 라운드
2025년 챔피언십의 개막 라운드에서 오지에와 랑데는 변화무쌍한 조건을 극복하고 우승을 차지했다. 이 승리는 또한 오지에의 몬테 우승 횟수를 두 자릿수인 총 10회로 늘렸다. 팀 동료인 에반스와 마틴은 다음 라운드에서 우승하며 챔피언십 레이스에서 28점 차이로 선두를 달렸다. 그들은 사파리에서 우승하며 그 리드를 36점으로 더 늘렸다. 카츠타와 존스턴은 대회 동안 2위까지 올라갔지만, 마지막 파워 스테이지에서 야리스가 전복되어 종합 5위로 떨어졌다. 그들은 랠리를 마칠 수 있었지만, 차량을 서비스 파크로 되돌리지 못해 리타이어로 기록되었다. 토요타는 달력에 새로 추가된 그란 카나리아 섬에서 랠리를 1-2-3-4위로 마무리하며 시즌 우승 행진을 이어갔다. 로반페래와 할투넨은 18개의 스페셜 스테이지 중 15개를 우승하며 종합 우승을 차지했다.

### 중반 자갈 이벤트
자갈 이벤트에 진입하면서 토요타는 포르투갈에서 우승 행진을 이어갔고, 오지에와 랑데는 랠리에서 7번째 우승을 차지했다. 이는 태나크와 예르베오야의 i20에서 발생한 파워스티어링 고장의 이점을 본 것이다. 그들은 몇 주 후 사르데냐 섬을 5번째로 정복하며 오지에를 이 이벤트의 가장 성공적인 드라이버로 만들었다. 태나크와 예르베오야는 현대의 승리 가뭄을 그리스에서 다음 주말 우승함으로써 끝냈다. 솔베르그와 에드먼슨은 2022에 현대에서 해고된 후 에스토니아에서 랠리1 카테고리로 복귀했다. 그들은 첫 랠리 우승으로 서비스 파크를 놀라게 했다.

## 결과 및 순위

### 시즌 요약
| 라운드 | 이벤트                   | 우승 드라이버     | 우승 코드라이버   | 우승 참가자            | 우승 시간 | 보고서 | Ref.          |
| ------ | ------------------------ | ----------------- | ----------------- | ---------------------- | --------- | ------ | ------------- |
| 1      | 몬테카를로 자동차 랠리   | 세바스티앵 오지에 | 뱅상 랑데         | 토요타 가주 레이싱 WRT | 3:19:06.2 | 보고서 | [ 73 ] [ 74 ] |
| 2      | 랠리 스웨덴              | 엘핀 에반스       | 스콧 마틴         | 토요타 가주 레이싱 WRT | 2:33:39.2 | 보고서 | [ 75 ] [ 76 ] |
| 3      | 사파리 랠리 케냐         | 엘핀 에반스       | 스콧 마틴         | 토요타 가주 레이싱 WRT | 4:20:03.8 | 보고서 | [ 77 ] [ 78 ] |
| 4      | 랠리 이슬라스 카나리아스 | 칼레 로반페래     | 요네 할투넨       | 토요타 가주 레이싱 WRT | 2:54:39.8 | 보고서 | [ 79 ] [ 80 ] |
| 5      | 랠리 드 포르투갈         | 세바스티앵 오지에 | 뱅상 랑데         | 토요타 가주 레이싱 WRT | 3:48:35.9 | 보고서 | [ 81 ] [ 82 ] |
| 6      | 랠리 이탈리아 사르데냐   | 세바스티앵 오지에 | 뱅상 랑데         | 토요타 가주 레이싱 WRT | 3:34:24.5 | 보고서 | [ 83 ] [ 84 ] |
| 7      | 아크로폴리스 랠리 그리스 | 오트 태나크       | 마르틴 예르베오야 | 현대 셸 모비스 WRT     | 4:12:20.1 | 보고서 | [ 85 ] [ 86 ] |
| 8      | 랠리 에스토니아          | 올리버 솔베르그   | 엘리엇 에드먼슨   | 토요타 가주 레이싱 WRT | 2:36:35.1 | 보고서 | [ 87 ] [ 88 ] |
| 9      | 랠리 핀란드              |                   |                   |                        |           | 보고서 |               |
| 10     | 랠리 델 파라과이         |                   |                   |                        |           | 보고서 |               |
| 11     | 랠리 칠레                |                   |                   |                        |           | 보고서 |               |
| 12     | 중앙 유럽 랠리           |                   |                   |                        |           | 보고서 |               |
| 13     | 랠리 재팬                |                   |                   |                        |           | 보고서 |               |
| 14     | 랠리 사우디아라비아      |                   |                   |                        |           | 보고서 |               |

### 채점 시스템
각 이벤트에서 상위 10위로 분류된 선수들에게 포인트가 부여된다. 제조사 챔피언십에서는 팀이 3명의 크루를 지명하여 포인트를 획득할 수 있지만, 이 포인트는 제조사를 대표하고 2022년 사양의 랠리1 차량을 운전하는 상위 2명의 분류된 선수에게만 부여된다. 또한 모든 일요일 스테이지의 누적 순위에서 우승자에게 5점의 보너스 포인트가 부여되며, 2위에게는 4점, 3위에게는 3점, 4위에게는 2점, 5위에게는 1점이 부여된다. 동일한 포인트 스케일은 파워 스테이지에서 가장 빠른 5개 크루에게도 부여된다.
| 순위          | 1위 | 2위 | 3위 | 4위 | 5위 | 6위  | 7위  | 8위  | 9위  | 10위 |
| 종합          | 25  | 17  | 15  | 12  | 10  | 8    | 6    | 4    | 2    | 1    |
| 일요일        | 5   | 4   | 3   | 2   | 1   | 빈칸 | 빈칸 | 빈칸 | 빈칸 | 빈칸 |
| 파워 스테이지 | 5   | 4   | 3   | 2   | 1   | 빈칸 | 빈칸 | 빈칸 | 빈칸 | 빈칸 |

### FIA 세계 랠리 선수권 드라이버 부문
각 카테고리에 관계없이 포인트 획득 자격을 갖춘 드라이버가 챔피언십에 반영된다.
| Pos.  | 드라이버            | MON       | SWE      | KEN       | ESP       | POR       | ITA       | GRE       | EST       | FIN | PAR | CHL | EUR | JPN | SAU | 포인트 |
| ----- | ------------------- | --------- | -------- | --------- | --------- | --------- | --------- | --------- | --------- | --- | --- | --- | --- | --- | --- | ------ |
| 1     | 오트 태나크         | 5 10+0+1  | 4 12+3+0 | 2 17+3+3  | 6 8+0+0   | 2 17+5+5  | 2 17+4+3  | 1 25+4+1  | 2 17+3+4  |     |     |     |     |     |     | 162    |
| 2     | 엘핀 에반스         | 2 17+5+4  | 1 25+5+5 | 1 25+2+0  | 3 15+3+3  | 6 8+1+0   | 4 12+2+1  | 4 12+3+2  | 6 8+2+1   |     |     |     |     |     |     | 161    |
| 3     | 세바스티앵 오지에   | 1 25+3+5  |          |           | 2 17+4+4  | 1 25+2+1  | 1 25+3+0  | 2 17+5+5  |           |     |     |     |     |     |     | 141    |
| 4     | 칼레 로반페래       | 4 12+4+2  | 5 10+1+2 | Ret 0+0+0 | 1 25+5+5  | 3 15+4+3  | 3 15+5+5  | 26 0+0+4  | 4 12+4+5  |     |     |     |     |     |     | 138    |
| 5     | 티에리 누빌         | 6 8+1+0   | 3 15+2+3 | 3 15+4+4  | 7 6+0+1   | 4 12+3+4  | 19 0+1+4  | 5 10+0+3  | 3 15+1+2  |     |     |     |     |     |     | 114    |
| 6     | 아드리앵 푸르모     | 3 15+2+3  | 40 0+0+1 | 16 0+5+5  | 5 10+1+2  | Ret 0+0+0 | 20 0+0+0  | 3 15+2+0  | 5 10+0+0  |     |     |     |     |     |     | 71     |
| 7     | 카츠타 타카모토     | Ret 0+0+0 | 2 17+4+4 | Ret 0+0+0 | 4 12+2+0  | 5 10+0+2  | 5 10+0+2  | 30 0+0+0  | Ret 0+0+0 |     |     |     |     |     |     | 63     |
| 8     | 올리버 솔베르그     | 15 0+0+0  | 9 2+0+0  | 12 0+0+0  | 16 0+0+0  | 10 1+0+0  | 6 8+0+0   | 6 8+0+0   | 1 25+5+3  |     |     |     |     |     |     | 52     |
| 9     | 사미 파자리         | Ret 0+0+0 | 7 6+0+0  | 4 12+0+1  | Ret 0+0+0 | 7 6+0+0   | 7 6+0+0   | 46 0+1+0  | 7 6+0+0   |     |     |     |     |     |     | 38     |
| 10    | 그레그와르 문스터   | Ret 0+0+0 | 8 4+0+0  | 5 10+0+2  | 11 0+0+0  | 9 2+0+0   | 32 0+0+0  | Ret 0+0+0 | 10 1+0+0  |     |     |     |     |     |     | 19     |
| 11    | 거스 그린스미스     | 12 0+0+0  |          | 6 8+0+0   |           | 12 0+0+0  |           | 7 6+0+0   |           |     |     |     |     |     |     | 14     |
| 12    | 조쉬 매컬린         | 7 6+0+0   | 46 0+0+0 | 10 1+1+0  | Ret 0+0+0 | 8 4+0+0   | 34 0+0+0  | 12 0+0+0  | 9 2+0+0   |     |     |     |     |     |     | 14     |
| 13    | 마틴스 세스크스     |           | 6 8+0+0  |           |           | 15 0+0+0  | Ret 0+0+0 | 15 0+0+0  | 8 4+0+0   |     |     |     |     |     |     | 12     |
| 14    | 요한 로셀           | 8 4+0+0   |          |           | 8 4+0+0   | 11 0+0+0  | 33 0+0+0  | 8 4+0+0   |           |     |     |     |     |     |     | 12     |
| 15    | 니콜라이 그랴진     | 9 2+0+0   |          |           | 10 1+0+0  | 46 0+0+0  | 8 4+0+0   | Ret 0+0+0 | Ret 0+0+0 |     |     |     |     |     |     | 7      |
| 16    | 얀 솔란스           |           |          | 7 6+0+0   |           | 14 0+0+0  | 12 0+0+0  | 21 0+0+0  |           |     |     |     |     |     |     | 6      |
| 17    | 조르단 세르데리디스 |           | 33 0+0+0 | 8 4+0+0   |           |           | 25 0+0+0  | Ret 0+0+0 |           |     |     |     |     |     |     | 4      |
| 18    | 카예탄 카예타노비치 |           |          | 13 0+0+0  |           | 20 0+0+0  | 10 1+0+0  | 9 2+0+0   |           |     |     |     |     |     |     | 3      |
| 19    | 알레한드로 카촌     |           |          |           | 9 2+0+0   | Ret 0+0+0 | 28 0+0+0  | 10 1+0+0  |           |     |     |     |     |     |     | 3      |
| 20    | 로베르토 다프라     | 14 0+0+0  |          |           | 15 0+0+0  | 16 0+0+0  | 9 2+0+0   | 18 0+0+0  |           |     |     |     |     |     |     | 2      |
| 21    | 파브리시오 잘디바르 |           | 14 0+0+0 | 9 2+0+0   |           | 22 0+0+0  | Ret 0+0+0 | 29 0+0+0  | 19 0+0+0  |     |     |     |     |     |     | 2      |
| 22    | 루페 코르호넨       |           | 10 1+0+0 |           |           | 13 0+0+0  | 36 0+0+0  |           | 13 0+0+0  |     |     |     |     |     |     | 1      |
| 23    | 에릭 카밀리         | 10 1+0+0  |          |           |           |           |           |           |           |     |     |     |     |     |     | 1      |
| Pos.  | 드라이버            | MON       | SWE      | KEN       | ESP       | POR       | ITA       | GRE       | EST       | FIN | PAR | CHL | EUR | JPN | SAU | 포인트 |
| 출처: |                     |           |          |           |           |           |           |           |           |     |     |     |     |     |     |        |

| 주요   | 주요                      |
| 색상   | 결과                      |
| ------ | ------------------------- |
| 금색   | 우승                      |
| 은색   | 2위                       |
| 동색   | 3위                       |
| 녹색   | 상위 10위 내 진입         |
| 파란색 | 상위 10위 외 진입         |
| 파란색 | 비분류 진입 (NC)          |
| 보라색 | 완주 못함 (Ret)           |
| 검은색 | 제외 (EX)                 |
| 검은색 | 실격 (DSQ)                |
| 흰색   | 시작 안함 (DNS)           |
| 흰색   | 취소됨 (C)                |
| 빈칸   | 이벤트에서 참가 취소 (WD) |

### FIA 세계 랠리 선수권 코드라이버 부문
각 카테고리에 관계없이 포인트 획득 자격을 갖춘 코드라이버가 챔피언십에 반영된다.
| Pos.  | 코드라이버                    | MON       | SWE      | KEN       | ESP       | POR       | ITA       | GRE       | EST       | FIN | PAR | CHL | EUR | JPN | SAU | 포인트 |
| ----- | ----------------------------- | --------- | -------- | --------- | --------- | --------- | --------- | --------- | --------- | --- | --- | --- | --- | --- | --- | ------ |
| 1     | 마르틴 예르베오야             | 5 10+0+1  | 4 12+3+0 | 2 17+3+3  | 6 8+0+0   | 2 17+5+5  | 2 17+4+3  | 1 25+4+1  | 2 17+3+4  |     |     |     |     |     |     | 162    |
| 2     | 스콧 마틴                     | 2 17+5+4  | 1 25+5+5 | 1 25+2+0  | 3 15+3+3  | 6 8+1+0   | 4 12+2+1  | 4 12+3+2  | 6 8+2+1   |     |     |     |     |     |     | 161    |
| 3     | 뱅상 랑데                     | 1 25+3+5  |          |           | 2 17+4+4  | 1 25+2+1  | 1 25+3+0  | 2 17+5+5  |           |     |     |     |     |     |     | 141    |
| 4     | 요네 할투넨                   | 4 12+4+2  | 5 10+1+2 | Ret 0+0+0 | 1 25+5+5  | 3 15+4+3  | 3 15+5+5  | 26 0+0+4  | 4 12+4+5  |     |     |     |     |     |     | 138    |
| 5     | 마르틴 비다그                 | 6 8+1+0   | 3 15+2+3 | 3 15+4+4  | 7 6+0+1   | 4 12+3+4  | 19 0+1+4  | 5 10+0+3  | 3 15+1+2  |     |     |     |     |     |     | 114    |
| 6     | 알렉상드르 코리아             | 3 15+2+3  | 40 0+0+1 | 16 0+5+5  | 5 10+1+2  | Ret 0+0+0 | 20 0+0+0  | 3 15+2+0  | 5 10+0+0  |     |     |     |     |     |     | 71     |
| 7     | 아론 존스턴                   | Ret 0+0+0 | 2 17+4+4 | Ret 0+0+0 | 4 12+2+0  | 5 10+0+2  | 5 10+0+2  | 30 0+0+0  | Ret 0+0+0 |     |     |     |     |     |     | 63     |
| 8     | 엘리엇 에드먼슨               | 15 0+0+0  | 9 2+0+0  | 12 0+0+0  | 16 0+0+0  | 10 1+0+0  | 6 8+0+0   | 6 8+0+0   | 1 25+5+3  |     |     |     |     |     |     | 52     |
| 9     | 마르코 살미넨                 | Ret 0+0+0 | 7 6+0+0  | 4 12+0+1  | Ret 0+0+0 | 7 6+0+0   | 7 6+0+0   | 46 0+1+0  | 7 6+0+0   |     |     |     |     |     |     | 38     |
| 10    | 루이스 루카                   | Ret 0+0+0 | 8 4+0+0  | 5 10+0+2  | 11 0+0+0  | 9 2+0+0   | 32 0+0+0  | Ret 0+0+0 | 10 1+0+0  |     |     |     |     |     |     | 19     |
| 11    | 요나스 안데르손               | 12 0+0+0  |          | 6 8+0+0   |           | 12 0+0+0  |           | 7 6+0+0   |           |     |     |     |     |     |     | 14     |
| 12    | 오인 트레이시                 | 7 6+0+0   | 46 0+0+0 | 10 1+1+0  | Ret 0+0+0 | 8 4+0+0   | 34 0+0+0  | 12 0+0+0  | 9 2+0+0   |     |     |     |     |     |     | 14     |
| 13    | 레나르스 프랜시스             |           | 6 8+0+0  |           |           | 15 0+0+0  | Ret 0+0+0 | 15 0+0+0  | 8 4+0+0   |     |     |     |     |     |     | 12     |
| 14    | 아르노 뒤낭                   | 8 4+0+0   |          |           | 8 4+0+0   | 11 0+0+0  | 33 0+0+0  | 8 4+0+0   |           |     |     |     |     |     |     | 12     |
| 15    | 콘스탄틴 알렉산드로프         | 9 2+0+0   |          |           | 10 1+0+0  | 46 0+0+0  | 8 4+0+0   | Ret 0+0+0 | Ret 0+0+0 |     |     |     |     |     |     | 7      |
| 16    | 로드리고 산후안 데 에우세비오 |           |          | 7 6+0+0   |           | 14 0+0+0  | 12 0+0+0  | 21 0+0+0  |           |     |     |     |     |     |     | 6      |
| 17    | 프레데릭 미클로테             |           | 33 0+0+0 | 8 4+0+0   |           |           | 25 0+0+0  | Ret 0+0+0 |           |     |     |     |     |     |     | 4      |
| 18    | 보르하 로자다                 |           |          |           | 9 2+0+0   | Ret 0+0+0 | 28 0+0+0  | 10 1+0+0  |           |     |     |     |     |     |     | 3      |
| 19    | 마시에이 슈체파니악           |           |          | 13 0+0+0  |           | 20 0+0+0  | 10 1+0+0  | 9 2+0+0   |           |     |     |     |     |     |     | 3      |
| 20    | 루카 구글리엘메티             | 14 0+0+0  |          |           | 15 0+0+0  | 16 0+0+0  | 9 2+0+0   | 18 0+0+0  |           |     |     |     |     |     |     | 2      |
| 21    | 마르셀로 데르 오하네시안      |           | 14 0+0+0 | 9 2+0+0   |           | 22 0+0+0  | Ret 0+0+0 | 29 0+0+0  | 19 0+0+0  |     |     |     |     |     |     | 2      |
| 22    | 안시 비니카                   |           | 10 1+0+0 |           |           | 13 0+0+0  | 36 0+0+0  |           | 13 0+0+0  |     |     |     |     |     |     | 1      |
| 23    | 티보 드 라 아예               | 10 1+0+0  |          |           |           |           |           |           |           |     |     |     |     |     |     | 1      |
| Pos.  | 코드라이버                    | MON       | SWE      | KEN       | ESP       | POR       | ITA       | GRE       | EST       | FIN | PAR | CHL | EUR | JPN | SAU | 포인트 |
| 출처: |                               |           |          |           |           |           |           |           |           |     |     |     |     |     |     |        |

| 주요   | 주요                      |
| 색상   | 결과                      |
| ------ | ------------------------- |
| 금색   | 우승                      |
| 은색   | 2위                       |
| 동색   | 3위                       |
| 녹색   | 상위 10위 내 진입         |
| 파란색 | 상위 10위 외 진입         |
| 파란색 | 비분류 진입 (NC)          |
| 보라색 | 완주 못함 (Ret)           |
| 검은색 | 제외 (EX)                 |
| 검은색 | 실격 (DSQ)                |
| 흰색   | 시작 안함 (DNS)           |
| 흰색   | 취소됨 (C)                |
| 빈칸   | 이벤트에서 참가 취소 (WD) |

### FIA 세계 랠리 선수권 제조사 부문
각 랠리에서 토요일 종료 시까지의 해당 종합 분류, 모든 일요일 스테이지의 누적 순위 및 파워 스테이지에서 각 제조사의 최고 두 가지 결과만 챔피언십에 반영된다.
| Pos.  | 제조사                  | MON       | SWE      | KEN       | ESP       | POR       | ITA       | GRE       | EST       | FIN | PAR | CHL | EUR | JPN | SAU | 포인트 |
| ----- | ----------------------- | --------- | -------- | --------- | --------- | --------- | --------- | --------- | --------- | --- | --- | --- | --- | --- | --- | ------ |
| 1     | 토요타 가주 레이싱 WRT  | 1 25+0+5  | 1 25+5+5 | 1 25+3+0  | 1 25+5+5  | 1 25+2+1  | 1 25+3+0  | 2 17+5+5  | 3 15+5+5  |     |     |     |     |     |     | 399    |
| 1     | 토요타 가주 레이싱 WRT  | 2 17+5+4  | 2 17+4+4 | Ret 0+0+0 | 2 17+4+4  | 3 15+4+3  | 3 15+5+5  | 4 12+3+0  | 4 12+3+1  |     |     |     |     |     |     | 399    |
| 1     | 토요타 가주 레이싱 WRT  | NC 0+4+0  | NC 0+0+0 | Ret 0+0+0 | NC 0+0+0  | NC 0+0+0  | NC 0+0+1  | NC 0+0+4  | Ret 0+0+0 |     |     |     |     |     |     | 399    |
| 2     | 현대 셸 모비스 WRT      | 3 15+3+3  | 3 15+2+3 | 2 17+0+0  | 3 15+3+2  | 2 17+5+5  | 2 17+4+3  | 1 25+4+1  | 1 25+4+4  |     |     |     |     |     |     | 347    |
| 2     | 현대 셸 모비스 WRT      | 4 12+0+1  | 4 12+3+0 | 3 15+4+4  | 4 12+2+0  | 4 12+3+4  | 5 10+2+4  | 3 15+2+0  | 2 17+2+2  |     |     |     |     |     |     | 347    |
| 2     | 현대 셸 모비스 WRT      | NC 0+2+0  | NC 0+0+1 | NC 0+5+5  | NC 0+0+1  | Ret 0+0+0 | Ret 0+0+0 | NC 0+0+3  | NC 0+0+0  |     |     |     |     |     |     | 347    |
| 3     | M-스포트 포드 WRT       | 5 10+1+0  | 6 8+0+0  | 5 10+0+2  | 5 10+1+0  | 6 8+0+0   | 6 8+0+0   | 5 10+0+0  | 6 8+0+0   |     |     |     |     |     |     | 111    |
| 3     | M-스포트 포드 WRT       | Ret 0+0+0 | 7 6+0+0  | 6 8+2+0   | Ret 0+0+0 | 7 6+0+0   | 7 6+1+0   | Ret 0+0+0 | 7 6+0+0   |     |     |     |     |     |     | 111    |
| 4     | 토요타 가주 레이싱 WRT2 | Ret 0+0+0 | 5 10+1+0 | 4 12+1+1  | Ret 0+0+0 | 5 10+1+0  | 4 12+0+0  | 6 8+1+0   | 5 10+1+0  |     |     |     |     |     |     | 68     |
| Pos.  | 제조사                  | MON       | SWE      | KEN       | ESP       | POR       | ITA       | GRE       | EST       | FIN | PAR | CHL | EUR | JPN | SAU | 포인트 |
| 출처: |                         |           |          |           |           |           |           |           |           |     |     |     |     |     |     |        |

| 주요   | 주요                      |
| 색상   | 결과                      |
| ------ | ------------------------- |
| 금색   | 우승                      |
| 은색   | 2위                       |
| 동색   | 3위                       |
| 녹색   | 상위 10위 내 진입         |
| 파란색 | 상위 10위 외 진입         |
| 파란색 | 비분류 진입 (NC)          |
| 보라색 | 완주 못함 (Ret)           |
| 검은색 | 제외 (EX)                 |
| 검은색 | 실격 (DSQ)                |
| 흰색   | 시작 안함 (DNS)           |
| 흰색   | 취소됨 (C)                |
| 빈칸   | 이벤트에서 참가 취소 (WD) |

## 내용주
1. ↑  몬테카를로 랠리는 타막 및 눈 노면에서 진행된다.